# Coleophora perplexella
Coleophora perplexella é uma espécie de mariposa do gênero Coleophora pertencente à família Coleophoridae.